# Reinhard Schamuhn
Reinhard Schamuhn (* 1. Oktober 1939 in Radensfelde; † 1. Juli 2013 in Uelzen) war ein deutscher Aktionskünstler und Theater-Leiter. Er organisierte den ersten Flohmarkt in der Bundesrepublik Deutschland.

## Leben
Reinhard Schamuhn wurde zu Beginn des Zweiten Weltkrieges in Radensfelde im damaligen Kreis Bütow geboren.
Am 8. April 1967 organisierte Reinhard Schamuhn in Hannover am Holzmarkt den ersten Flohmarkt der Bundesrepublik.
Ab 1972 lebte Schamuhn in Uelzen. Dort wurde er Besitzer und Leiter des Theaters an der Rosenmauer, des späteren Neuen Schauspielhauses.